# Рибки
Рибки (слч. Rybky) насељено је мјесто са административним статусом сеоске општине (слч. obec) у округу Сењица, у Трнавском крају, Словачка Република.

## Становништво
| Година:    | 1994. | 2004.    | 2014.   | 2024.   |
| ---------- | ----- | -------- | ------- | ------- |
| Број људи: | 395   | 441      | 456     | 420     |
| Разлика:   |       | +11,64 % | +3,40 % | -7,89 % |

| Година:    | 2023. | 2024.   |
| ---------- | ----- | ------- |
| Број људи: | 417   | 420     |
| Разлика:   |       | +0,71 % |

Према подацима о броју становника из 2024. године насеље је имало 420 становника.